# Eva Navarro
Eva María Navarro García (Yecla, Murcia, 27 de enero de 2001), conocida como Eva Navarro, es una jugadora española que juega como delantera en el Real Madrid de la Primera División de España. Es internacional con España desde 2019 y fue campeona del mundo en 2023 con la selección absoluta, y campeona de Europa y del mundo con España sub-17. Ganó la Copa de la Reina con el Atlético de Madrid en 2023.

## Trayectoria

### Inicios
Eva Navarro empezó jugando fútbol sala en el A.D. Albatros de su ciudad natal antes de empezar a jugar en equipos de empresa. Posteriormente jugó tres años en el Pinoso. En 2015 fichó por el Sporting Plaza Argel y debutó en la temporada 2015-16 en Segunda División. Pasó a formar parte del primer equipo en la temporada 2016-17, en la que fueron campeonas de su grupo y alcanzaron el play-off de ascenso, en el que cayeron ante el Madrid Club de Fútbol Femenino. En la temporada 2017-18 volvieron a ser campeonas de su grupo y car en los play-off de ascenso, esta vez ante el Málaga Club de Fútbol. Al final de la temporada se rumoreó que el Real Madrid intentó su fichaje, pero se vio frustrado al estar incluida en la Lista de compensación por los derechos formativos del Convenio Colectivo.

### Debut en Primera División y Selección Española
En 2018 fichó por el Levante UD, con el que debutó en Primera División. Debutó el 9 de septiembre de 2018 ante el Rayo Vallecano. Jugó en 22 partidos, la mayoría como suplente, y anotó un gol en su primera temporada, precisamente en el derbi valenciano en el estadio de Mestalla el 22 de abril de 2019. Fueron terceras en la liga y en la Copa de la Reina fueron eliminadas por penaltis en cuartos de final por el Sevilla. Su buena progresión la llevó a debutar con la selección absoluta.
En la 2019-20 vivió su mejor temporada marcando 8 tantos en 20 encuentros antes de que la liga se parase por la pandemia por Covid-19. Volvieron a ser terceras en la liga. En la Copa de la Reina fueron eliminadas en octavos de final por el Sevilla, y en la Supercopa cayeron en la semifinal contra la Real Sociedad.

### Doble lesión y recuperación
En la temporada 2020-21 fueron finalistas en la Supercopa. Fue protagonista en la semifinal, dando un pase de la muerte en el primer gol y marcando el segundo en la victoria sobre el EDF Logroño. En la final perdieron ante el Atlético de Madrid. En marzo de 2021 se rompió el ligamento cruzado tras jugar 17 partidos y marcar tres goles. Se perdió lo que le quedaba de temporada. Ese año volvieron a quedar en tercera posición, puesto que en esta temporada le dio acceso al Levante a la Liga de Campeones para la siguiente temporada. A pesar de la lesión el club renovó su contrato una temporada más. Alcanzaron la final de la Copa de la Reina, en la que seguía lesionada y fueron derrotadas por el F. C. Barcelona.
Se recuperó en octubre de 2021. En diciembre, tras jugar 7 partidos, volvió a recaer de la lesión, por lo que no jugó más. Tras cuatro temporadas en el club granota acumuló 70 partidos y 14 goles. El equipo acabó en sexta posición en la liga.
En 2022 fichó por el Atlético de Madrid, que cuando anunció su fichaje destacó «su velocidad, su habilidad con el balón y su uno contra uno, siendo una jugadora muy desequilibrante ocupando cualquiera de las bandas.» Tras un año sin jugar, debutó el 4 de diciembre de 2022 ante el Valencia Club de Fútbol con victoria por 0-1 tras sustituir a Hanna Lundkvist. Rápidamente empezó a contar tanto para Óscar Fernández como para su sustituto Manolo Cano, y marcó dos goles ante el Villarreal Club de Fútbol, y otro gol ante el Sevilla. La afición la votó como la mejor jugadora del equipo en enero de 2023.
En la temporada 2023-24 siguió siendo titular. Tuvo una buena primera vuelta, aunque su contribución fue descendiendo en la segunda vuelta. En el mes de enero cayeron eliminadas en la semifinal de la Supercopa y en el mes de febrero tuvieron varios duelos directos en liga en los que no se obtuvieron buenos resultados y se distanciaron de los puestos de cabeza. Tras la eliminación de Copa en semifinales y un mal resultado liguero Manolo Cano fue destituido y lo sustituyó el entrenador del segundo filial Arturo Ruiz. Encadenaron varias victorias consecutivas y finalmente lograron el objetivo de clasificarse para la Liga de Campeones tras ser terceras en liga, trasa marcar un gol decisivo en la penúltima jornada, y fue la máxima asistente del equipo con ocho pases de gol.

## Selección

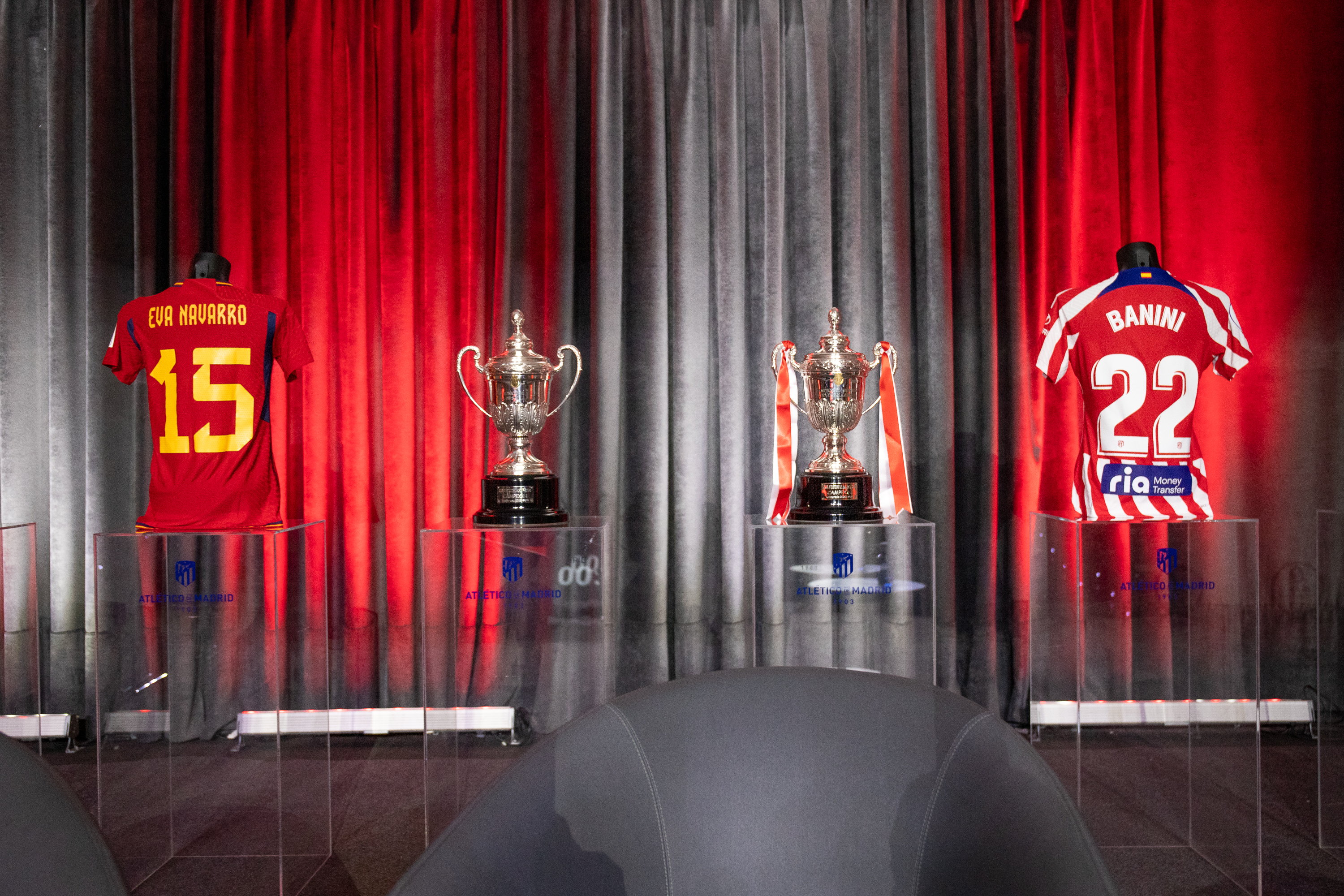
Segunda edición de Atleti en Femenino, con las répilcas de las Copas de la Reina de 2016 y 2023 y las camisetas de Eva Navarro del Mundial y Estefanía Banini de la Copa de 2023

### 2016-2018: Campeonatos Europeos Sub-17 y Debut en el Mundial Sub-17
Debutó con la selección sub-17 con tan sólo 15 años en el Campeonato Europeo  de 2016 como suplente ante Alemania, con empate a dos goles en el primer partido de la fase de grupos. Volvió a disponer de minutos en el tercer partido ante Italia. Concluyeron el campeonato como subcampeonas, tras caer en la tanda de penaltis ante Alemania.
España estuvo exenta de la primera ronda de clasificación del Campeonato Europeo  de 2017, por lo que jugó varios amistosos en los que Eva Navarro fue titular. Disputó el Mundial de 2016. Debutó como suplente en la goleada por 6-0 ante Jordania. Luego fue titular en la victoria por 2-0 ante Nueva Zelanda y marcó su primer gol saliendo desde el banquillo conta México. Se clasificaron como primeras de grupo y volvió a marcar en los cuartos de final ante Alemania, pasando a semifinales al ganar por 2-1. En la semifinal cayeron por 3-0 ante Japón, y fue elegida mejor jugadora partido por el tercer puesto, en el que abrió el marcador y dio una asistencia ante Venezuela. Ganaron por 4-0 y lograron la medalla de bronce.
En la ronda Élite del campeonato Europeo dio sendas asistencias en los primeros dos partidos y España se clasificó tras empatar el tercero ante Suecia. Fue convocada para la fase final del Campeonato Europeo  de 2017. Marcó el gol de consolación ante Alemania en el primer encuentro de la fase de grupos. España se clasificó como segunda de grupo igualada a puntos con Francia. En la semifinal ganaron a Países Bajos, y en la final cayeron en la tanda de penaltis de nuevo ante Alemania, por lo que volvieron a ser subcampeonas de Europa, y se clasificaron para disputar el Mundial que se celebró ese mismo año.
Volvió a participar en la fase de clasificación del Campeonato Europeo  de 2018. En la primera ronda marcó 4 goles y dio 3 asistencias en la goleada ante Montenegro, y volvió a marcar y dar dos asistencias en la Ronda Élite ante Rusia. Fue titular en los 6 partidos de clasificación, que se saldaron con pleno de victorias para España. En la fase final debutaron con empate sin goles ante Italia. En el segundo partido Navarro firmó el gol de la victoria ante Inglaterra, y abrió el marcador con dos goles en el tercer partido ante Polonia que ganaron por 5-0. En la semifinal marcó el único gol del encuentro ante Finlandia, y los dos goles de la final ante Alemania, proclamándose así campeonas de Europa. Al concluir el torneo fue elegida en el Equipo del Campeonato, tras ser la segunda máxima goleadora del torneo y marcar los goles decisivos de España. Uno de los goles de la final fue posteriormente premiado como el tercer mejor gol de la temporada por la UEFA.

### 2018: Mundiales Sub-20 y Sub-17
En agosto de 2018 debutó con la selección sub-20 para jugar el Mundial de 2018. Debutó y dio la asistencia del tercer gol el 6 de agosto en el primer partido de la selección ante Paraguay, con victoria por 4-1. Fue suplente en el segundo encuentro ante Japón, en el que ganaron por 1-0. En el último encuentro de la fase de grupos fue titular y empataron por 2-2 con Estados Unidos. Fueron primeras de grupo. Fue suplente en los cuartos de final ante Nigeria, ganando por 2-1. En la semifinal volvió a ser suplente y se  deshicieron de Francia por 1-0. Fue titular en la final, en la que se reencontraron con Japón, pero en esta ocasión perdieron por 3-1.
Ese mismo año participó en el Mundial sub-17 en Uruguay, que sería su tercer cita mundialista. Eva Navarro capitaneó al selección y se encargó de marcar el primer gol español en el campeonato, en la victoria por 4-0 ante Corea del Sur. En el segundo partido no pudieron pasar del empate ante Colombia. En el último partido se jugaban el liderato y pase a la siguiente ronda ante Canadá, y resolvieron el envite con una abultada victoria por 5-0. Navarro marcó el último gol español. En los cuartos de final empataron a un gol ante las vigentes campeonas, la selección de Corea del Norte, a las que eliminaron en la tanda de penaltis. Navarro marcó el tercer lanzamiento de las españolas. En la semifinal elimiaron a Nueva Zelanda por 2-0. Finalmente superaron a México en la final por 2-1 y se proclamaron campeonas del mundo sub-17. Eva Navarro fue una de las máximas asistentes del torneo con 3 pases de gol.

### 2019: Debut con la absoluta
En 2019 debutó con la selección sub-19 en unos partidos amistosos. En la clasificación para el Campeonato Europeo Femenino Sub-19 marcó los dos goles del primer encuentro ante Serbia y dio una asistencia en el segundo partido ante Hungría. Tras vencer a Irlanda se clasificaron invictas para la fase final. 
Debutó con la selección absoluta el 17 de mayo de 2019 en un partido amistoso por 4-0 sobre Camerún tras sustituir a Alba Redondo en la segunda parte.

Tras su debut en categoría absoluta fue titular en el primer partido de la fase de grupos del campeonato Europeo sub-19 con victoria por 2-0 sobre Bélgica. Dio una asistencia ante Inglaterra, que les dio el pase a semifinales y clasificó a la selección para el siguiente Mundial sub-20. Empataron sin goles en el tercer encuentro ante Alemania, por lo que pasaron como segundas de grupo. En la semifinal fueron eliminadas al caer por 3-1 ante Francia en la prórroga. Eva Navarro fue titular en los 4 encuentros y fue elegida en el Equipo del Campeonato.
Volvió a jugar con la selección en agosto en un amistoso ante Francia.
Marcó un gol en un partido amistoso con la selección sub-19 ante Italia y luego participó en la clasificación del Campeonato Europeo de 2020. Marcó tres goles y dio dos asistencias ante Kazajistán, y tras superar a Grecia volvió a marcar ante Islandia.

### 2020 - 2022 Covid y lesiones
La Ronda Élite y la fase final del Campeonato Europeo sub-19 se cancelaron por la pandemia de Covid-19, así como el Mundial de 2020.
En octubre de 2020 volvió a ser convocada con la selección absoluta, pero causó baja por ser positivo en Covid-19. En noviembre de 2020 debutó en la fase de clasificación para la Eurocopa ante Moldavia, marcando un gol. En febrero de 2021 jugó en otros dos partidos ante Azerbaiyán, volviendo a marcar gol y ante Polonia. Posteriormente se lesionó de gravedad con su club.
Tras 8 meses de recuperación fue internacional con la selección sub-23 en noviembre de 2021, pero se volvió a lesionar en diciembre de ese mismo año, por lo que estuvo apartada de los terreno de juego otro año, perdiéndose la Eurocopa.

### 2023: El retorno y Mundial de Australia y Nueva Zelanda

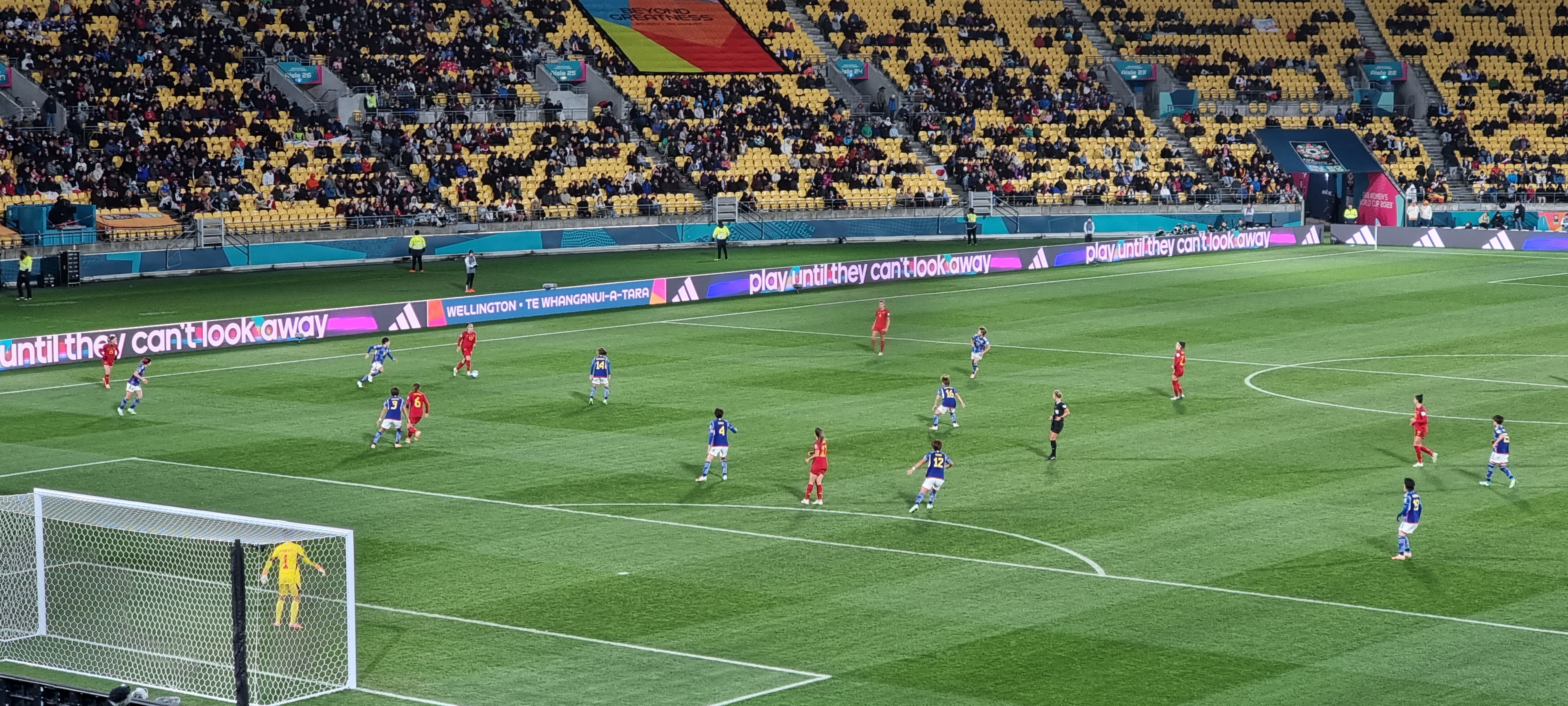
Eva Navarro (en la imagen, la primera a la izquierda) jugando con la selección española ante Japón en el Mundial de 2023

Después de volver a recuperarse de la lesión y volver a jugar con regularidad y marcar goles con su nuevo club, el Atlético de Madrid, regresó a una convocatoria con la selección absoluta en febrero de 2023, a pocos meses de la disputa del Mundial. El equipo no fue regular durante la temporada y cambió de técnico, acabando en cuarta posición en liga, pero con un buen rendimiento de Eva Navarro con 6 goles y 4 asistencias en 19 partidos. En la Copa de la Reina se clasificaron de forma sólida para la final, en la que se enfrentaron al Real Madrid en el Estadio de Butarque de Leganés y fue suplente. El equipo ganó el trofeo en la tanda de penaltis, en la que ella marcó el tercer lanzamiento rojiblanco, tras remontar un 2-0 adverso en el tiempo de descuento.
Formó parte de la lista de 30 jugadoras para preparar el Mundial, y marcó un gol en un partido amistoso ante Panamá. El 30 de junio el seleccionador Jorge Vilda anunció la lista definitiva de convocadas, en la que incluyó a Eva Navarro. No dispuso de minutos en la victoria por 3-0 sobre Costa Rica. Debutó en el Mundial al disputar la segunda mitad del segundo encuentro ante Zambia, y ayudó a lograr el liderato del grupo y clasificarse para octavos de final dando sendas asistencias a Alba Redondo en el tercer y quinto goles del encuentro, que concluyó con victoria por 5-0. En el último partido de la fase de grupos volvió a ser suplente y saltó al campo en la segunda mitad cuando ya perdían por 3-0 ante Japón. El partido concluyó con 4-0 por lo que se clasificaron a octavos de final como segundas de grupo. Volvió a disputar algunos minutos en la goleada por 5-1 sobre Suiza en los octavos de final. En los cuartos de final ante Países Bajos saltó al campo en la prórroga, en la que España se clasificó para semifinales con un resultado de 2-1. En la semifinal saltó al campo en la segunda parte, y no dispuso de minutos en la final, en la que ganaron por 1-0 a Inglaterra y ganaron el Mundial.

## Estadísticas

### Clubes
Actualizado al último partido jugado el 15 de junio de 2024.
| Club                        | Div.             | Temporada        | Liga  | Liga  | Liga   | Copas nacionales | Copas nacionales | Copas nacionales | Copas internacionales | Copas internacionales | Copas internacionales | Total | Total | Total  | Media goleadora |
| Club                        | Div.             | Temporada        | Part. | Goles | Asist. | Part.            | Goles            | Asist.           | Part.                 | Goles                 | Asist.                | Part. | Goles | Asist. | Media goleadora |
| --------------------------- | ---------------- | ---------------- | ----- | ----- | ------ | ---------------- | ---------------- | ---------------- | --------------------- | --------------------- | --------------------- | ----- | ----- | ------ | --------------- |
| Levante UD · España         |                  |                  |       |       |        |                  |                  |                  |                       |                       |                       |       |       |        |                 |
| 1.ª                         | 2018-19          | 22               | 1     | 5     | 1      | 0                | 0                | -                | -                     | -                     | 23                    | 1     | 5     | 0.04   |                 |
| 1.ª                         | 2019-20          | 20               | 8     | 1     | 2      | 0                | 0                | -                | -                     | -                     | 22                    | 8     | 1     | 0.36   |                 |
| 1.ª                         | 2020-21          | 17               | 3     | 2     | 2      | 1                | 1                | -                | -                     | -                     | 19                    | 4     | 3     | 0.21   |                 |
| 1.ª                         | 2021-22          | 7                | 0     | 1     | 0      | 0                | 0                | -                | -                     | -                     | 7                     | 0     | 1     | 0      |                 |
| Total Levante               | Total Levante    | 66               | 12    | 9     | 5      | 1                | 1                |                  |                       |                       | 71                    | 13    | 10    | 0.18   |                 |
| Atlético de Madrid · España | 1.ª              | 2022-23          | 19    | 6     | 4      | 4                | 1                | 0                | -                     | -                     | -                     | 23    | 7     | 4      | 0.30            |
| Atlético de Madrid · España | 1.ª              | 2023-24          | 27    | 6     | 8      | 4                | 1                | 0                | -                     | -                     | -                     | 31    | 7     | 8      | 0.23            |
| Atlético de Madrid · España | Total At. Madrid | Total At. Madrid | 46    | 12    | 12     | 8                | 2                | 0                |                       |                       |                       | 54    | 14    | 12     | 0.26            |
| Total carrera               | Total carrera    | Total carrera    | 112   | 24    | 21     | 13               | 3                | 1                |                       |                       |                       | 125   | 27    | 22     | 0.22            |
| 1. 2. 3.                    |                  |                  |       |       |        |                  |                  |                  |                       |                       |                       |       |       |        |                 |

### Selecciones
Actualizado al último partido jugado el 4 de junio de 2024.
| Selecciones                                                                                                | Temporada | Europeo(4) | Europeo(4) | Europeo(4) | Mundial (4) | Mundial (4) | Mundial (4) | Amistosos | Amistosos | Amistosos | Total | Total | Total  | Media goleadora |
| Selecciones                                                                                                | Temporada | Part.      | Goles      | Asist.     | Part.       | Goles       | Asist.      | Part.     | Goles     | Asist.    | Part. | Goles | Asist. | Media goleadora |
| --- | --------- | ---------- | ---------- | ---------- | ----------- | ----------- | ----------- | --------- | --------- | --------- | ----- | ----- | ------ | --------------- |
| Sub-17 · España                                                                                            | 2016      | 2          | 0          | 0          | 6           | 3           | 1           | 3         | 0         | 0         | 11    | 3     | 1      | 0.27            |
| Sub-17 · España                                                                                            | 2017      | 11         | 5          | 6          | -           | -           | -           | -         | -         | -         | 11    | 5     | 6      | 0.45            |
| Sub-17 · España                                                                                            | 2018      | 8          | 7          | 2          | 6           | 2           | 2           | 1         | 1         | 0         | 15    | 10    | 4      | 0.67            |
| Sub-17 · España                                                                                            | Total     | 21         | 12         | 8          | 12          | 5           | 3           | 4         | 1         | 0         | 37    | 18    | 11     | 0.49            |
| Sub-19 · España                                                                                            | 2019      | 10         | 6          | 4          | -           | -           | -           | 5         | 1         | 0         | 15    | 7     | 4      | 0.47            |
| Sub-19 · España                                                                                            | Total     | 10         | 6          | 4          | -           | -           | -           | 5         | 1         | 0         | 15    | 7     | 4      | 0.47            |
| Sub-20 · España                                                                                            | 2018      | -          | -          | -          | 6           | 0           | 0           | -         | -         | -         | 6     | 0     | 0      | -               |
| Sub-20 · España                                                                                            | 2019      | -          | -          | -          | -           | -           | -           | 2         | 0         | 0         | 2     | 0     | 0      | -               |
| Sub-20 · España                                                                                            | 2020      | -          | -          | -          | -           | -           | -           | 3         | 1         | 0         | 3     | 1     | 0      | 0.33            |
| Sub-20 · España                                                                                            | Total     | -          | -          | -          | 6           | 0           | 0           | 5         | 1         | 0         | 11    | 1     | 0      | 0.09            |
| Sub-23 · España                                                                                            | 2021      | -          | -          | -          | -           | -           | -           | 1         | 0         | 0         | 1     | 0     | 0      | -               |
| Sub-23 · España                                                                                            | Total     |            |            |            |             |             |             | 1         | 0         | 0         | 1     | 0     | 0      | -               |
| Abs. · España                                                                                              |           |            |            |            |             |             |             |           |           |           |       |       |        |                 |
| 2019 | -         | -          | -          | -          | -           | -           | 2           | 0         | 0         | 2         | 0     | 0     | -      |                 |
| 2020 | 1         | 1          | 0          | -          | -           | -           | -           | -         | -         | 1         | 1     | 0     | 1.00   |                 |
| 2021 | 2         | 1          | 0          | -          | -           | -           | -           | -         | -         | 2         | 1     | 0     | 0.50   |                 |
| 2022 | -         | -          | -          | -          | -           | -           | -           | -         | -         | -         | -     | -     | -      |                 |
| 2023 | 3         | 1          | 0          | 5          | 0           | 2           | 4           | 1         | 2         | 12        | 2     | 4     | 0.17   |                 |
| 2024 | 4         | 0          | 0          |            |             |             |             |           |           | 4         | 0     | 0     | -      |                 |
| Total | 10        | 3          | 0          | 5          | 0           | 2           | 6           | 1         | 2         | 21        | 4     | 4     | 0.20   |                 |
| (4) Se incluyen partidos en fases clasificatorias, no incluye Torneo de Exentos ni Torneo Desarrollo UEFA. |           |            |            |            |             |             |             |           |           |           |       |       |        |                 |

#### Participaciones en Mundiales
| Competición         | Categoría          | Sede                      | Resultado     | Partidos | Goles |
| ------------------- | ------------------ | ------------------------- | ------------- | -------- | ----- |
| Mundial Sub-17 2016 | Sub-17             | Jordania                  | Tercer puesto | 6        | 3     |
| Mundial Sub-20 2018 | Sub-20             | Francia                   | Subcampeona   | 6        | 0     |
| Mundial Sub-17 2018 | Sub-17             | Uruguay                   | Campeona      | 6        | 2     |
| Mundial de 2023     | Selección absoluta | Australia / Nueva Zelanda | Campeona      | 5        | 0     |
| Total               | –                  | –                         | –             | 23       | 5     |

#### Participaciones en Campeonatos Europeos
| Competición         | Categoría                  | Sede            | Resultado     | Partidos | Goles |
| ------------------- | -------------------------- | --------------- | ------------- | -------- | ----- |
| Europeo Sub-17 2016 | Selección de fútbol sub-17 | Bielorrusia     | Subcampeona   | 2        | 0     |
| Europeo Sub-17 2017 | Selección de fútbol sub-17 | República Checa | Subcampeona   | 5        | 1     |
| Europeo Sub-17 2018 | Selección de fútbol sub-17 | Lituania        | Campeona      | 5        | 6     |
| Europeo Sub-19 2019 | Selección de fútbol sub-19 | Escocia         | Semifinalista | 4        | 0     |
| Total               | –                          | –               | –             | 16       | 7     |

## Palmarés

### Campeonatos internacionales
| Título         | Equipo              | Sede                    | Año  |
| -------------- | ------------------- | ----------------------- | ---- |
| Europeo Sub-17 | Selección de España | Lituania                | 2018 |
| Mundial Sub-17 | Selección de España | Uruguay                 | 2018 |
| Copa Mundial   | Selección de España | Australia Nueva Zelanda | 2023 |

### Campeonatos nacionales
| Título           | Club               | País   | Año     |
| ---------------- | ------------------ | ------ | ------- |
| Copa de la Reina | Atlético de Madrid | España | 2022-23 |

### Distinciones individuales
| Distinción                                                           | Año  |
| -------------------------------------------------------------------- | ---- |
| Mejor jugadora del partido por el tercer puesto en el Mundial sub-17 | 2016 |
| Equipo del Campeonato Europeo sub-17                                 | 2018 |
| Tercer mejor gol de la temporada para la UEFA                        | 2018 |
| Equipo del Campeonato Europeo sub-19                                 | 2019 |
| Jugadora Cinco Estrellas de enero del Atlético de Madrid             | 2023 |